# جون ويلكس بوث
جون ويلكس بوث (بالإنجليزية: John Wilkes Booth) (10 مايو 1838 - 26 أبريل 1865)، ممثل متدرب أمريكي، وهو الذي اغتال الرّئيس الأمريكي إبراهام لينكولن أثناء عرض مسرحية «ابن عمنا الأمريكي» في مسرح فورد في واشنطن العاصمة، في 14 أبريل 1865.
في يوم 2 ديسمبر سنة 1859، حاول جون براون، المسيحي الأصول المتعصب، وبصحبة جماعة من الرجال احتلال مخازن، بعد ذلك بخمس سنوات ونصف، حاول جون بوث الانتقام لشرف ولايات الجنوب، وذلك باغتيال الرئيس أبراهام لينكون. ولقد نادى جون بعد القفزة إلى خشبة مسرح فورد عند إطلاق النار على الرئيس.

## سيرته

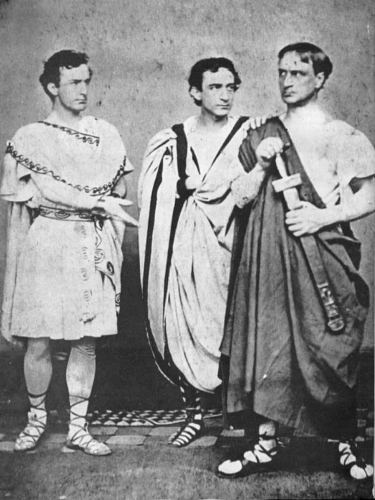
بوث مع إخوته إدوين وجونيوس في عرض مسرحية يوليوس القيصر

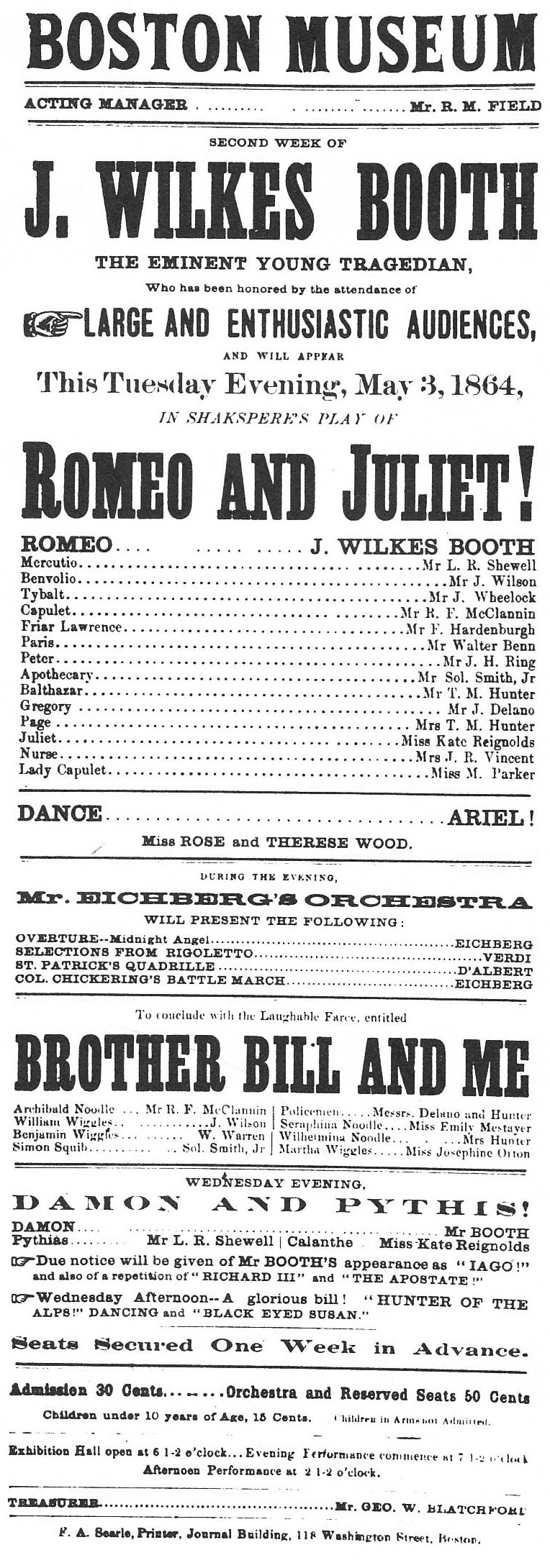
صحيفة بوسطن موسيوم تعلن عن عرض مسرحية روميو وجوليت من بطولة جون بوث في 1 مايو سنة 1864م

جون ويلكس بوث (10 مايو، 1838 - 26 أبريل، 1865) كان ممثل متدرب أمريكي وهو الذي اغتال الرّئيس الأمريكي إبراهام لينكولن في مسرح فورد، في واشنطن العاصمة، في 14 أبريل، 1865. كان أحد المتعاطفين مع قضية الجنوب والكارهين لفكرة تحرير العبيد، ومن حيث الشخصية، قضى حياته في ظل والده «جينوس» وشقيقه «إيدوين». ومع حماسته لقضية الجنوب، لم يقاتل في سبيلها في أرض المعركة.

## مؤامرة لخطف الرئيس لينكولن
في عام 1864م انضم القاتل جون ويلكس بوث، العنصري والمتعاطف مع ولايات الجنوب خلال الحرب الأهلية إلى جماعة مختلطة من المتآمرين تضم صامويل آرنولد، وجون سوارت، ومايكل أولوغين، ولويس باول، وجورج أتزيرودت، وديفيد هيرولد، والتقى الجميع في بيت السيدة ماري سوارت في واشنطن العاصمة للتخطيط. وخططت الجماعة معا بقيادة بوث ونفذت اغتيال الرئيس إبراهام لينكولن. كان بوث يكن إحساسا مريضا تجاه الرئيس لينكولن، وألقى عليه باللوم في جميع مشكلات الجنوب. في البداية وضع خطة لخطف الرئيس بعد إعادة انتخابه رئيساً، وإصطحابه إلى مدينة ريشموند عاصمة ولاية فيرجينيا وحجزه هناك لمبادلته بسجناء حرب جنوبيين، وإنهاء الحرب لمصلحة الجنوب. 

وفي يوم 18 من شهر يناير (شهر) خطط هؤلاء الخمسة لاحتجاز الرئيس في مسرح فورد أثناء حضور زوجه الرئيس وبعض من صديقاتها لحضور واحدة من المسرحيات الشكسبيرية. وفجأة ألغى الرئيس خططه لزيارة المسرح، وألغيت بالتالي مؤامرة الاختطاف.
في يوم 18 مارس سنة 1865م، خطط الفريق ثانية لاختطاف الرئيس أثناء ركوبه العربة لدى ذهابه إلى مقر جمعية المحاربين القدماء. مرة أخرى بدّل الرئيس خططه، وتشتت المتآمرون. 

بعد ذلك توقّفت الحرب وصارت فكرة الاختطاف محتومة الفشل. ولذلك أصيب جون بوث بالإحباط والفشل والغضب لأنه لم يتمكن من قتل (اليانكي) أي رجال الجيش الشمالي.

## إغتيال الرئيس لينكولن

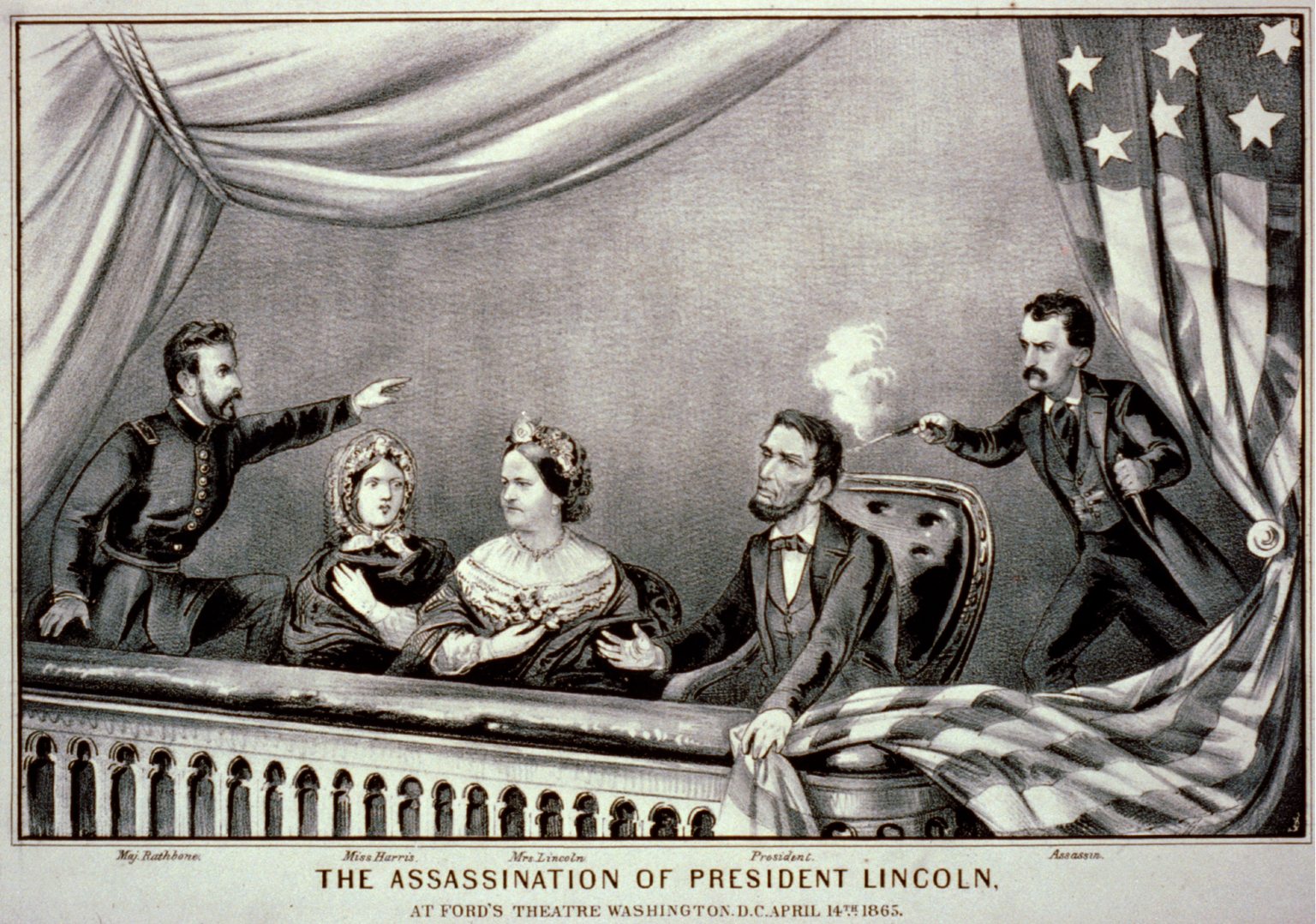
جون بوث يطلق النار على الرئيس لينكولن في مقصورته أثناء حضوره حفل مسرحي، وتبدو زوجته إلى جانبه.

حينما فشلت العملية واستمر تدهور الوضع الكونفيدرالي، قرر بوث الانتقام والثأر من الشمال، ومن الرئيس، ومن أسرته، ومن شخصه سوف يغتال الرئيس شخصياً، حيث قام بتغيير خطته والتحول إلى الاغتيال، وتمكن من تجنيد متآمر جديد هو لويس باول، كانت الخطة أن يقوم بوث باغتيال الرئيس لينكولن في مسرح فورد، في الوقت الذي يقوم فيه كل من أتزيرودت وباول بقتل نائب الرئيس أندرو جونسون، ووزير الخارجية وليام سيوارد في مكان آخر.

وسرعان ما جاءت الفرصة المناسبة، فقد أُعلن أن الرئيس وحرمه سيحضرون إلى مسرح فورد. توجّه جون إلى المسرح وتعرّف على مداخله وكيفية الوصول إلى خشبة المسرح. واكتشف جون أن قفل باب المقصورة الرئاسية مكسور.
قبل أربعة أسابيع، كان توماس ريبولد بائع التذاكر قد كسر القفل لاستضافة مجموعة من الأشخاص لم يجدوا مكاناً لهم في مدرجات صالة المسرح. وبدل الهبوط لجلب مفتاح المقصورة، قام توماس بكسر القفل بواسطه ساقه، ولم يخبر إدارة المسرح بذلك العمل.

بدت الأقدار في صف القاتل، فالقفل مكسور، كما أن جون حفر ثقباً في الباب بحيث يتمكن من خلاله من رؤية المقعد الذي سيجلس عليه الرئيس تلك الليلة.
شرب بوث كاسين من الخمر في بار قريب، وفعل الشراب المسكر فعله، وبالتالي دخل المسرح في الساعة العاشرة ليلاً، وفي ذلك الوقت المتأخر، شعر الحارس الشخصي للرئيس بالملل وذهب للتجول في صالون قريب، مع أن الرئيس تلقّى خلال الأسبوع السابق أكثر من 80 رسالة تهديد.

أحكم جون الخطة، فقد تعرّف سلفاً على مجريات أحداث المسرحية، وتعرّف على المواطن التي تثير لدى الجمهور أكبر قدر من الإعجاب أو الضحك أو التصفيق. إذا أطلق الرصاص أثناء موجه من موجات الضحك، سيضع الصوت وسيكون ذلك أفضل أسلوب للتعمية.

توقع بوث أن البلبلة التي قد تنجم عن الاغتيالات لإضعاف الحكومة الأمريكية والاتحاد بدرجة كبيرة سوف تسمح بانفصال الجنوب.
في أحد المشاهد المثيرة للضحك، وقعت حادثة اغتيال الرئيس لينكولن يوم الجمعة الموافق 14 إبريل عام 1865 خلال عرض مسرحي ليلي على مسرح فورد بالعاصمة واشنطن دي سي، بعد مضي خمسة أيام فقط على انتهاء الحرب الأهلية باستسلام الجنرال الكونفيدرالي روبرت إدوارد لي. وبعد تسلله إلى المقصورة الرئاسية، أطلق بوث الرصاص، وبدقّة عالية على الرئيس في مؤخرة رأسه من مدى متوسط، وعبرت الدماغ، ثم استقرّت خلف العين اليمنى.

سقط الرئيس إلى الأمام دون إحداث صوت. سمع الرائد «هنري رابثون» صوت الطلقة فقام من مقعده فطعنه جون بالخنجر وهو يرمقه بعيون متوحّشة، فأصيبت الذراع إصابة بالغة، انكشف معها العظم.

تقدّم جون من حافة المقصورة الرئيس القريبة جداً من خشبة المسرح، وقفز من تلك المقصورة، لكن طرف ملابسه علق بالحاّفة الملوّنة لذلك كسرت ساقه، ومع ذلك نهض ونادى شعاره بأعلى صوته ثم أخذ يعرج باتجاه باب الخروج.
في تلك الأثناء، كان متآمر آخر يتخذ طريقه إلى منزل وزير الخارجية. لقد ادعى أنه يحمل دواء للوزير الذي كان يتعافى من إصابة عقب حادث بالعربة. أثناء صعود درجات السلم، التقى المتآمر ابن الوزير فضربه بعقب المسدس وهشّم جمجمة رأسه. بعد ذلك تابع المتآمر طريقه إلى غرفة نوم الوزير وطعنه مرّات عديدة.

جاء ممرض الوزير وابنته وسحبا المتآمر بعيداً عن السرير، فأسرع إلى الهروب وهو ينادي: أنا مجنون.. أنا مجنون..

فيما بعد، تعافى الوزير وولده من الجراح ولم يموتا.

في مكان آخر من واشنطن العاصمة، تكفّل «جورج آتزيرود» باغتيال نائب الرئيس جونسون، لكن أعصابه تهيّجت ولم يستطيع تنفيذ العملية.

## مقتله

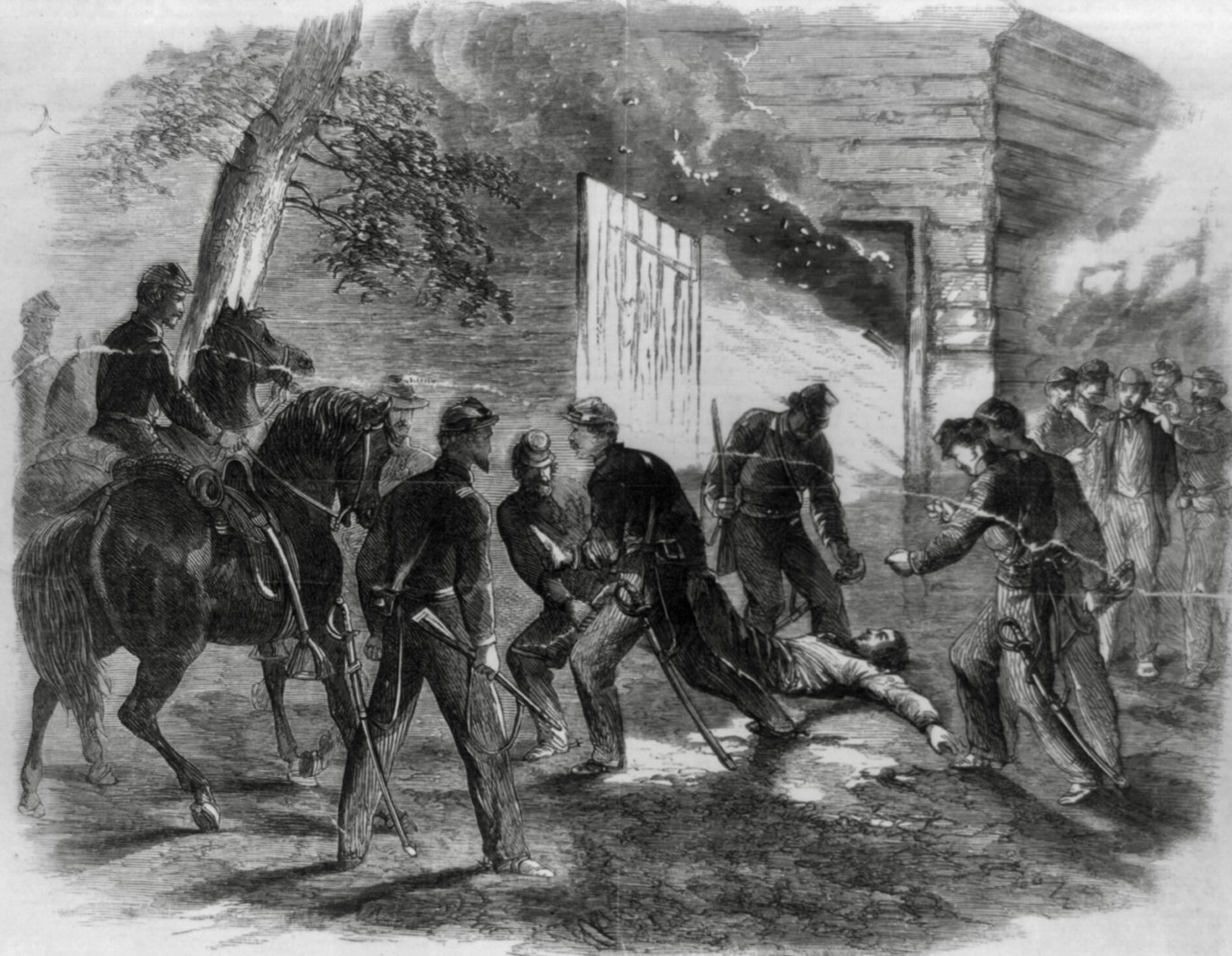
مقتل بوث القاتل

حاول بوث بعد ذلك الهروب مع شركائه ولكنه ظل مطاردا من السلطات الفيدرالية، وقبض عليه وقتل بعد مرور 12 يوما فقط على الجريمة حيث حوصر على يد رجال الجيش في أحد حقول التبغ، فأشعل الرجال النار، وهنا حاول الخروج والهرب، فأطلقت النار عليه وأُصيب في عنقه وفارق الحياة في 26 إبريل سنة 1865م، ودُفن في مقبرة غرين ماونت في بالتيمور.

لم تنجح محاولة اغتيال وزير الخارجية «وليام سيوارد» ولا نائب الرئيس «أندرو جونسون»، وبذلك لم يتحقق هدف المؤامرة الكلي. ألقي القبض على جميع شركاء بوث من المتآمرين وتم إعدامهم في ساحة من ساحات واشنطن. كان إجمالي عدد المتآمرين عشرة، وكان ذلك يوم 7 يوليو سنة 1865م .

## روابط خارجية
- جون ويلكس بوث على موقع IMDb (الإنجليزية)
- جون ويلكس بوث على موقع الموسوعة البريطانية (الإنجليزية)
- جون ويلكس بوث على موقع قاعدة بيانات برودواي على الإنترنت (الإنجليزية)
- جون ويلكس بوث على موقع إن إن دي بي (الإنجليزية)